# Rhepoxynius barnardi
Rhepoxynius barnardi is een vlokreeftensoort uit de familie van de Phoxocephalidae. De wetenschappelijke naam van de soort is voor het eerst geldig gepubliceerd in 1994 door Jarrett & Bousfield.